# Щукинское
Щу́кинское — озеро в Корсаковском городском округе Сахалинской области России. Расположено на острове Сахалин, в селе Охотское. Близ водоёма, в Муравьёвской низменности, расположены более крупные озёра Изменчивое и Седых.
На северном и западном берегу озера расположен памятник археологии — остатки древних жилищ, датируемых серединой I тыс. н. э.—началом II тыс. н. э.